# Cramfs
Compressed ROM file system (cramfs) — свободная сжатая файловая система Linux для встраиваемых систем, основанных на ПЗУ. В cramfs обеспечена поддержка работы с ФС, отражённой напрямую в память (например, в NVRAM). В сочетании с применением несжатых областей памяти данная возможность позволяет организовать "выполнение на месте" (execute-in-place) без дополнительного копирования в ОЗУ.
Cramfs доступна только для чтения (хотя есть патчи, добавляющие поддержку временной модификации данных), ограничена размером 256*10^6 байт  для файловой системы (и 16*10^6 байт  на файл), а также не поддерживает 16/32-разрядные  идентификаторы пользователя и группы.
Создать образ файловой системы cramfs можно при помощи утилиты mkcramfs.
Теоретически размер последнего файла может превышать границу 256 MB. Жёсткие ссылки поддерживаются, но счётчик ссылок всегда равен одному, в том числе и для каталогов. У каталогов нет элементов «.» и «..». Метки времени для файлов не хранятся, все файлы имеют дату создания 1 января 1970, но недавно изменённые файлы могут иметь другую дату, это длится, пока узел файловой системы закэширован в памяти, то есть метка времени сбрасывается назад к 1970 году при перемонтировании файловой системы или обнулении кэша.